# مرقد بنجة الشاه
مرقد بنجة الشاه (بالفارسية: امامزاده پنجه شاه) هو مرقد شيعي تاريخي يعود إلى الدولة السلجوقية، ويقع في كاشان.